# Carl Hieronimus Gustmeyer
Carl Hieronimus Gustmeyer (døbt 9. juni 1701 i Stralsund – begravet 28. december 1756 i København) var en dansk handelsmand.
Han var søn af stadsvejer Georg Gustmeyer og tog 1740 borgerskab som groshandler i København, hvor han drev en stor veksel- og tømmerforretning og lagde grunden til et handelshus, der i størstedelen af et århundrede hørte til de mest kendte i hovedstaden. Af sine standsfæller hædredes han med tillidsposterne som revisor ved Banken og 1. direktør ved Det kgl. oktroierede islandske Kompagni. Efter Gustmeyers død i december 1756 fortsattes handelen af hans enke, Catharina f. Sprich (ca. 1710 – begravet 16. december 1773), der navnlig i stadig større omfang besørgede betydelige tømmerleverancer til Marinen. De var blevet gift 3. oktober 1742 i Sankt Petri Kirke. Hun gik i kompagni med sin søster- og svigersøn Frederik Bargum og deltog med ham i oprettelsen af Det kgl. oktroierede guineiske Kompagni 1765.
Da hun døde i december 1773, fandt sønnen Frederik Ludolf Gustmeyer, der under hendes sygdom af Frederik Bargum var blevet hjemkaldt fra Hamborg og på sammes tilskyndelse var indtrådt i firmaet, boets tilstand i stor uorden og måtte begynde med at gøre opbud, mens Bargum forlod landet. Under de heldige konjunkturer i slutningen af det 18. århundrede arbejdede Gustmeyer sig dog senere op til en af byens rigeste mænd, førte et stort hus i sin anselige ejendom (senere den Adlerske Gård) ved Gammel Strand og døde som medlem af Grosserersocietetet og svensk konsul 1804, medens familienavnet med hans søn, der døde i trange kår, udslukkedes af vor handelsverden.
Han er begravet i Helligåndskirken.